# وجدان المرزوق
وجدان المرزوق هي مخرجة سعودية.

## مسيرتها المهنية
وُلدت وجدان حسين المرزوق في محافظة الأحساء بالمملكة العربية السعودية، وتخرجت في قسم الاتّصال والإعلام من كلية الإعلام بجامعة الملك فيصل بالأحساء ثم حصلت على العديد من الدورات التدريبية والورش مثل ورشة كلوز ميديا تحت إشراف قاسم الشافعي، وعملت في مجال الإعلام لبعض الوقت قبل أن تتجه إلى الإخراج السينمائي وتقوم بإخراج عدد من الأفلام الوثائقية والأفلام القصيرة.

## أعمالها

### الأفلام
- سعف: فيلم وثائقي قصير أنتج عام 2020، وعُرض في ركن الأفلام القصيرة بمهرجان كان السينمائي خلال دورته الخامسة والسبعين،[2][3] ثم شارك في مهرجان مالمو للسينما العربية بالسويد عام 2022،[4][5] وشارك في مهرجان البحرين السينمائي،[2] كما شارك أيضًا في مهرجان ليالي الفيلم السعودي عام 2022.[6]

## التكريمات والجوائز
فاز فيلم «سعف» للمخرجة وجدان المرزوق في عام 2021 بجائزة مسابقة الأفلام الوثائقية خلال فعاليات الدورة الأولى من مهرجان الكويت للسينما الجديدة، والذي تنظمه نقابة الفنانين والإعلاميين في الكويت.